# سریوژا آبراهامیان
سریوژا آرشاویری آبراهامیان (ارمنی: Սերյոժա Արշավիրի Աբրահամյան؛ زادهٔ ۱ ژانویهٔ ۱۹۵۳) یک کارآفرین، فردنظامی و سیاستمدار اهل ارمنستان است که از تاریخ ۲۰۰3 تا تاریخ ۲۰۱۲ سمت نمایندگی دوره‌های سوم و چهارم مجلس ملی جمهوری ارمنستان را برعهده داشت.

## زندگی‌نامه
در ۱ ژانویهٔ ۱۹۵۳ در سرزمین آلتای به دنیا آمد و از دانشگاه پلی‌تکنیک ارمنستان فارغ‌التحصیل شد.  وی برادر آرا آبرامیان می‌باشد.